# Hans Schack Knuth
Hans Schack greve Knuth (31. marts 1787 i Vetterslev – 5. november 1861 i Roskilde) var en dansk amtmand.

## Uddannelse og militær indsats
Han var en søn af lensbaron Adam Christopher Knuth til baroniet Conradsborg og Juliane Marie f. Brockdorff, blev privat dimitteret 1805 og juridisk kandidat 1810. 1. juli 1807 fik han titel af lensbaron som besidder af Baroniet Conradsborgs Fideikommis og fik 25. marts 1812 ret til at føre grevelig titel for sig og sine efterkommere. 3. august 1809 blev han sekondløjtnant i Kongens Livjægerkorps, 1810 premierløjtnant, 1812 sat à la suite og 13. juli 1828 afskediget fra korpset.

## Karriere
Knuth blev auskultant i Rentekammeret 1812, kommitteret sammesteds og kammerjunker 1816, udnævnt til amtmand over Præstø Amt 9. august (fra 1. oktober) 1831, over Frederiksborg Amt 30. april (fra 1. maj) 1836 og fik afsked som sådan 17. september (fra 31. oktober) 1855 på grund af nedbrudt helbred. Desuden blev han i 1817 medlem af kommissionen angående Islands handelsforhold, efter at han ved en rejse til Island havde sat sig ind i de herhen hørende forhold. Endvidere var han 1823-46 decisor for den grønlandske handels regnskaber og 1840-43 medlem af direktionen for stutterierne og veterinærvæsenet. 1826 blev han kammerherre, 1. august 1829 Ridder af Dannebrogordenen, 28. juni 1840 Kommandør, 28. juni 1845 Dannebrogsmand og 1. januar 1856 Storkors af Dannebrog. På alle stadier af hans embedsbane fremhæves hans store dygtighed, energi, konduite og tiltalende personlige egenskaber, og i anledning af hans afsked som amtmand udtaltes det fra vedkommende ministeriums side, at han stedse havde lagt en sjælden nidkærhed for dagen og utvivlsomt måtte anses som en af landets allerdygtigste amtmænd. Han døde i Roskilde 5. november 1861.
Han blev 3. marts 1825 i Holmens Kirke gift med Frederikke Sophie Elisabeth de Løvenørn (25. december 1804 – i København 10. april 1889), en datter af kontreadmiral Poul de Løvenørn og Caroline Henriette f. Gæde (Gjedde).